# Rhosllannerchrugog
Koordinaten: 53° 1′ N, 3° 3′ W
Rhosllannerchrugog [r̥ɔsˌɬanɛrχˈrɨːɡɔɡ]  (englisch gelegentlich auch Rhosllanerchrugog) ist ein Ort mit etwa 10.000 Einwohnern im Wrexham County Borough in Wales.

## Geschichte

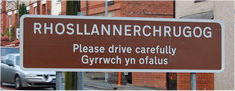
Ortsschild

Der Ortsname kommt aus dem Walisischen und setzt sich zusammen aus rhos (Moor), llannerch (Lichtung) und grugog (Heidekraut) also so viel wie Moor der Heidekrautlichtung. Oft wird der Ortsname von den Einheimischen auf Rhos verkürzt.
Die Ortschaft lag ursprünglich in der Pfarrgemeinde Ruabon und wurde 1844 Teil einer eigenständigen Pfarre.
Die Entwicklung der Ortschaft geht einheit mit dem Abbau der Kohleflöze des Nordostens von Wales, die unter der Stadt liegen. Deswegen entstand der Ort im 18. Jahrhundert als kleine Bergbausiedlung. Ein Symbol dieser Vergangenheit des Bergbaus und der Arbeiterbewegung in Rhosllannerchrugog ist „The Stiwt Theatre“ anzusehen, ein früheres Gemeinschaftshaus der Bergarbeiter an der Broad Street. Dieses wurde von den Bergleuten für die sie während des Britischen Generalstreiks von 1926 als eine soziale und kulturelle Begegnungsstätte für die Bergarbeitergemeinschaft erbaut.
Die walisische Erweckungsbewegung hatte 1904 eine große Auswirkung auf Rhosllannerchrugog. Die Zeile Beibl a Rhaw i Bobl y Rhos („eine Bibel und einen Spaten für die Leute von Rhos“) spiegelt die Bedeutung sowohl des Kohlebergbaus als auch der Kirchen für die Kultur und Geschichte des Ortes wider.
Der United Kingdom Census 2001 ergab, dass etwa 40 % der Bewohner die Walisische Sprache sprechen. Eine Wochenzeitung, der Rhos Herald, wurde 1894 von Richard Mills gegründet. Mills war ursprünglich aus Llanidloes und siedelte sich mit seiner Druckerei in der Hall Street an. Die Zeitung erschien – insgesamt 3737 mal – zwischen dem 18. August 1894 und dem 31. Dezember 1966. Seit Mitte der 1970er Jahre erscheint in walisischer Sprache eine kommunale Zeitung mit Lokalnachrichten, Nene.
Der National Eisteddfod of Wales fand 1945 und 1961 in Rhosllannerchrugog statt und die Celtic League wurde 1961 bei dieser Gelegenheit hier gegründet. Das Ereignis wurde in dem Gedicht und Lied The Cross Foxes von Harri Webb verewigt, in dem es heißt „In Rhosllannerchrugog we drank the pub dry“ – „In Rhosllannerchrugog dranken wir die Kneipe trocken“.

## Bauwerke

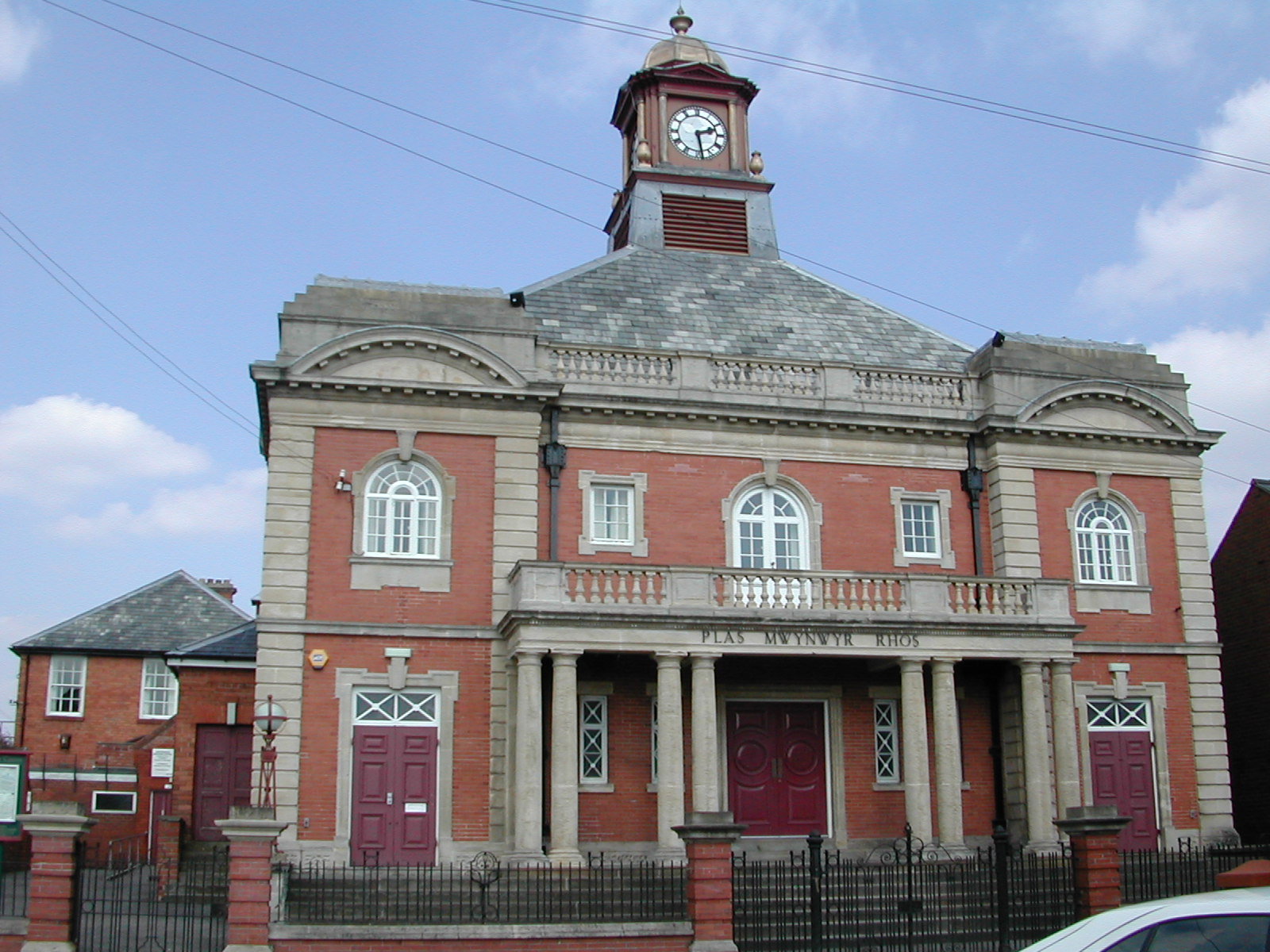
Stiwt Theatre, Broad Street

In der Ortschaft gibt es einige architektonisch wichtige Bauwerke. Zu diesen gehören:
- The Stiwt Theatre. Das frühere Miner’s Institute (Plas Mwynwyr) wurde 1926 erbaut und dominierte das soziale und kulturelle Leben der Bergarbeiterstadt bis zu seiner Schließung im Jahr 1977. Die Stadtverwaltung kaufte das Gebäude 1978 an und entschied sich 1985 zum Abriss, aufgrund von Bürgerprotesten blieb das Bauwerk jedoch erhalten. Schließlich erfolgte die Renovierung und Eröffnung als kommunales Theater.

- Church of St John the Evangelist. Dieses Listed Building im Grade II wurde 1852 erbaut und am 4. Oktober 1853 als Kirche geweiht. Sie gilt als gutes Beispiel neuromanischer Architektur im Norman Style und ist mit Sandsteinquadern und Schieferdach gebaut. Der Grundriss der Kirche ist kreuzförmig und besteht aus Hauptschiff, Querschiff und Chor sowie einen Glockenturm in der Ecke zwischen südlichem Querschiff und Chor. 2004 wurde die Kirche geschlossen.

- Penuel Chapel (Capel Penuel). Die zweistöckige Kapelle entstand zwischen 1856 und 1859; ihre Fassade aus Backsteinen wurde bei Renovierungen in der Zeit vor 1891 hinzugefügt. In der Kapelle nahm 1904 die Kampagne von R. B. Jones während der Erweckungsbewegung ihren Anfang. Einer der Pfarrer dieser Kapelle war Lewis Valentine, der 1925–1926 der Vorsitzende von Plaid Cymru war.

## Verkehr
Einst war die Ortschaft durch eine Stichbahn von Wrexham über Rhostyllen und Legacy an die Great Western Railway angeschlossen. Der Personenverkehr bedient eine kurze Zeit auch Haltepunkte an der Brook Street, in Pant und Wynn Hall, Güterzüge verkehrten auch via Plas Bennion und Acrefair nach Pontcysyllte am Shropshire Union Canal. Eine zweite Strecke zweigte von Legacy ab und führte über Ponciau und vereinigte sich mit der Hauptstrecke wieder in Wynnville, Ruabon. Diese Züge hielten an der Fennant Road, in Aberderfyn und Ponkey Crossing. Der reguläre Personenverkehr auf diesen Linien wurde in den 1930er Jahren eingestellt.
Rhosllannerchrugog war auch der Endpunkt einer Strecke der Wrexham and District Electric Tramway Company. Diese Straßenbahnverbindung nahm ihren Betrieb 1903 auf und führt ursprünglich von Penybryn in Wrexham zum New Inn in Johnstown, wurde aber schon bald den Gutter Hill hinauf zur Duke Street in Rhosllannerchrugog verlängert. Das Depot des Unternehmens befand sich in Johnstown. Nach und nach wurden die Straßenbahnwagen durch Omnibusse ersetzt und das Unternehmen erhielt schließlich den Namen Wrexham & District Transport Company.
In der Ortschaft haben mehrere ortsansässige Unternehmen den öffentlichen Personennahverkehr mit Omnibussen angeboten. Die creme-roten Busse von Phillips & Son aus Rhostyllen verkehrten von 1927 bis zur Übernahme durch Crosville im Jahr 1979 zwischen Wrexham und Rhosllannerchrugog über Johnstown (eine Zeit lang auch nach Tainant). T. Williams & Sons unterhielten von den 1920er Jahren bis 1986 ebenfalls eine Verbindung nach Wrexham. Das letzte noch bestehende unabhängige Verkehrsunternehmen war Wright & Son mit ihrer Verbindung von Penycae nach Wrexham, die über Rhosllannerchrugog führte. Als es im Omnibusverkehr 1986 zur Deregulierung kam, entstand ein heftiger Konkurrenzkampf zwischen Wright und der viel größeren Crosville. Wright stellte den Betrieb 1993 ein, sodass Crosville der einzige Anbieter in der Region wurde. Crosville selbst ging später in der Arriva-Gruppe auf, die noch immer eine regelmäßige Busverbindung zwischen Rhosllannerchrugog und Wrexham anbietet.
Die nahegelegene A483 road verbindet die Region mit Liverpool und Manchester im Norden sowie mit Birmingham, Swansea und Cardiff im Süden.

## Söhne und Töchter
- Robert Thomas Ellis, Politiker
- Rosemarie Frankland, Miss World 1961
- Thomas William Jones, Politiker
- James Idwal Jones, Politiker
- Robert Roberts (1865–1945), Fußballspieler für den Rhosllannerchrugog FC, Crewe Alexandra und Nationalspieler für Wales
- Llŷr Williams, Pianist
- Mark Lewis Jones, Schauspieler

## Bibliographie
- Hanes Rhosllannerchrugog („The History of Rhosllannerchrugog“) (1945) J. Rhosydd Williams
- Through These Windows, A Place and Its People (1981) Bill Portmadoc-Jones.
- Rhos-Llannerch-Rugog: Atgofion („Memories of Rhosllannerchrugog“) (1955) William Phillips (1880–1969)
- Rhosllannerchrugog, Johnstown, Ponciau, Pen-y-cae, a collection of pictures (2 volumes, 1991–1992), Dennis W. Gilpin
- Language Obsolescence and Revitalization: Linguistic Change in Two Sociolinguistically Contrasting Welsh Communities (1998) Mari Jones (study of the language of Rhosllannerchrugog)